# Paul de Man
Paul Adolph Michel de Man (* 6. Dezember 1919 in Antwerpen; † 21. Dezember 1983 in New Haven) war ein aus Belgien stammender Literaturtheoretiker, -kritiker und Philosoph.

## Biographie
Als Student wanderte der gebürtige Flame 1952 in die Vereinigten Staaten aus und wurde an der Harvard University mit einer Arbeit über Stéphane Mallarmé und William Butler Yeats promoviert. Von 1960 bis 1966 lehrte er an der Cornell University; von 1967 bis 1970 an der Universität Zürich und an der Johns-Hopkins-Universität in Baltimore. 1970 erhielt Paul de Man einen Ruf an die Yale University, wo er bis zu seinem Tod als Professor der Komparatistik wirkte. 1973 wurde er zum Mitglied der American Academy of Arts and Sciences ernannt.

## Theorie
De Man ist der führende Vertreter der sogenannten Yale Critics.
Im Zentrum seines Interesses standen die immanenten Widersprüche literarischer Texte, die darauf beruhen, dass sie zugleich rhetorischer und logischer Natur sind. Ein Text sagt etwas aus, will Wissen vermitteln, Aufklärung leisten etc. – das ist sein logischer Aspekt. Um dies zu erreichen, muss er sich aber Mittel bedienen, denen eine gewisse Überzeugungskraft innewohnt, also vor allem rhetorischer Figuren. Es ist de Mans vielfach wiederholte These, dass dieser Doppelcharakter zwangsläufig auf eine Selbstzerstörung des Textes hinausläuft, weil sein rhetorischer Gehalt den logischen hintertreibt. Die meisten seiner Interpretationen – insbesondere der romantischen Literatur – kommen zu dem Schluss, dass die sprachlichen Mittel, derer sich ein Text bedient, gerade das Gegenteil von dem aussagen, was der Text logisch vermitteln möchte – dies ist die Dialektik von Blindheit und Einsicht („Blindness and Insight“, New York 1971). Da die Sprache logische Gegenstände immer nur aus rhetorischen Funktionen zusammensetzen kann, verdeckt sie immer auch den Gegenstand, den sie zeigen möchte.
Eine Ausnahme gilt nur für den literarischen Text. Da sich solche Texte von vornherein über ihre Rhetorizität im Klaren sind, die Mittel kennen, mit denen sie arbeiten, haben sie im Hinblick auf die Widerständigkeit der Sprache gegenüber logischer Wahrheit einen Vorteil. Literatur hat gerade die ‚Blindheit‘ zum Thema und kann sie daher bewusst unterlaufen. Literarische Texte haben die Fähigkeit, an sich selbst zu demonstrieren, wie Sprache den Blick auf die Wirklichkeit verstellen kann. Indem ein Text vorführt, dass er keiner eindeutigen Lektüre unterzogen werden kann, wird er selbst eine ‚Allegorie des Lesens‘. Da der Versuch, Texte zu interpretieren, selbst bloß eine rhetorische Funktion der Texte ist, provoziert der Versuch, eine rhetorische Figur auf eindeutigen Sinn festzulegen höchstens ein „misreading“. Nur eine dekonstruktive Lektüre, die den leseallegorischen Charakter der Texte erkennt, kann hier ein Ausweg sein. Beispielhaft sind hier Analysen der Texte von Friedrich Nietzsche, Rainer Maria Rilke, Immanuel Kant, Georg Wilhelm Friedrich Hegel, Friedrich Schiller, Jean-Jacques Rousseau, Marcel Proust, Baudelaire, Percy Bysshe Shelley, William Wordsworth, Walter Benjamin, T. S. Eliot und Heinrich von Kleist.
De Mans Modus der Sprachkritik steht gedanklich der Dekonstruktion Derridas, der ihm freundschaftlich verbunden war, und dem Poststrukturalismus nahe, jedoch oppositionell zur Postmoderne, insofern seine Theorie die Historizität von Texten bestreitet. Methodisch kann sein Vorgehen als Radikalisierung strukturalistischer Ansätze verstanden werden, die an Verfahren des frühen russischen Formalismus anknüpft.

## Kritik
Nachdem 1987 de Mans Mitarbeit an den belgischen Kollaborationszeitungen Le Soir und Het Vlaamsche Land aufgedeckt worden war, wurde massiv Kritik an der Person wie am Werk laut. Diese Mitarbeit an nazitreuen Zeitschriften beginnt nach de Mans gescheitertem Versuch, vor den Nationalsozialisten nach Spanien zu fliehen, Ende 1940 und dauert bis Ende 1941. Die antisemitische Tendenz dieser Artikel ist eindeutig, besonders in dem Artikel vom 4. März 1941, Les Juifs dans la littérature actuelle („Die Juden in der gegenwärtigen Literatur“). Den Juden sei es trotz aller Bemühungen nicht gelungen, die europäische Literatur zu korrumpieren; sie bleibe weiterhin „gesund“. Das Resümée des Artikels ist, dass gegen eine „isolierte jüdische Kolonie“ außerhalb Europas aus literarischen Gesichtspunkten keine Einwände sprächen. Die Entdeckung dieser Artikel vier Jahre nach de Mans Tod führte zusammen mit dem schon vorher erhobenen Einwurf, seine Theorie favorisiere politischen Inaktivismus, zu einer Abwertung seiner Arbeiten im akademischen Diskurs. Mittlerweile wurde der Nachweis bemüht, dass verschiedene andere Artikel der Zeit sich durchaus positiv mit beispielsweise dem Dreyfus-Verteidiger Charles Péguy und den von den Nazis verachteten französischen Surrealisten befassen.
In Siri Hustvedts Roman Damals (2019) wird ihm nicht nur der Vorwurf gemacht, antisemitische Artikel geschrieben zu haben, sondern auch „dass er seine akademischen Grade gefälscht, Geld gestohlen, seine Kinder im Stich gelassen, als Bigamist gelebt und sich bei den Behörden durch Lügen x-mal dem Auffliegen entzogen“ zu haben. Die Erzählerin des Romans behauptet, „dass Paul de Man ein Psychopath war.“

## Werkverzeichnis
Englisch
- Blindness and Insight. Essays in the Rhetoric of Contemporary Criticism. London 1971.
- Allegories of Reading. Figural Language in Rousseau, Nietzsche, Rilke, and Proust. New Haven and London 1979.
- The Rhetoric of Romanticism. New York 1984.
- The Resistance to Theory. Manchester 1986.
- Aesthetic Ideology. Herausgegeben und mit einer Einführung versehen von Andrzej Warminski. Minneapolis (Minnesota) 1992.

Deutsch
- Allegorien des Lesens. Übers. Werner Hamacher und Peter Krumme. Suhrkamp, Frankfurt am Main 1989, ISBN 978-3-518-11357-8.
- Die Ideologie des Ästhetischen. Übers. Jürgen Blasius. Hrsg. von Christoph Menke. Suhrkamp, Frankfurt am Main 1993, ISBN 978-3-518-11682-1.
- Allegorien des Lesens II: Die Rousseau-Aufsätze. Übers. Sylvia Rexing. Hrsg. und mit einem Nachwort von Gerhard Poppenberg. Matthes & Seitz, Berlin 2012, ISBN 978-3-88221-567-0.

### Sekundärliteratur
- Karl Heinz Bohrer (Hrsg.): Ästhetik und Rhetorik. Lektüren zu Paul de Man. Suhrkamp, Frankfurt am Main 1993, ISBN 3-518-11681-9.
- Michael Cebulla: Wahrheit und Authentizität: Zur Entwicklung der Literaturtheorie Paul de Mans. (= M-&-P-Schriftenreihe für Wissenschaft und Forschung), M und P, Verlag für Wissenschaft und Forschung, Stuttgart 1992, ISBN 3-476-45010-4, (Dissertation FU Berlin 1992).
- Jacques Derrida: Mémoires. Für Paul de Man (= Edition Passagen, Band 18). Passagen, Wien 1988, ISBN 3-85165-687-3.
- Werner Hamacher: Lectio. De Mans Imperativ. In: Werner Hamacher: Entferntes Verstehen. Studien zu Philosophie und Literatur von Kant bis Celan. Suhrkamp, Frankfurt am Main 1998, ISBN 3-518-12026-3, S. 151–195.
- Werner Hamacher, Neil Hertz und Thomas Keenan (Hrsg.): Responses. On Paul de Man’s Wartime Journalism. University of Nebraska Press, Lincoln 1989, ISBN 0-8032-2352-8.
- Eckhard Schumacher: Die Ironie der Unverständlichkeit. Johann Georg Hamann, Friedrich Schlegel, Jacques Derrida, Paul DeMan. Suhrkamp, Frankfurt am Main 2000, ISBN 3-518-12172-3, bes. 257–337.
- Stefan Speck: Von Sklovskij zu de Man. Zur Aktualität formalistischer Literaturtheorie. Fink, München 1997, ISBN 3-7705-3199-X, (Dissertation Universität Stuttgart 1995).
- Wolfram Fleischhauer: Der gestohlene Abend. Piper, München / Zürich 2008, ISBN 3-492-04847-1.
- Gerhard Poppenberg: „ins Freie“. Probleme figurativer Sprache nach Rousseau und de Man. In: Allegorien des Lesens II: Die Rousseau-Aufsätze. Matthes & Seitz, Berlin 2012, ISBN 978-3-88221-567-0, S. 271–346.
- Jens Szczepanski: Subjektivität und Ästhetik: Gegendiskurse zur Metaphysik des Subjekts im ästhetischen Denken bei Schlegel, Nietzsche und de Man. Transcript, Bielefeld 2007, ISBN 978-3-89942-709-7.
- Evelyn Barish: The double life of Paul de Man. Liveright Publisher, New York, NY [u. a.] 2014, ISBN 978-0-87140-326-1.
- Mark H. Gelber: Literarischer Antisemitismus nach der Schoa aus vergleichender Perspektive: Paul de Man und Mel Gibsons „Passion“. In: Klaus-Michael Bogdal, Klaus Holz, Matthias N. Lorenz (Hrsg.): Literarischer Antisemitismus nach Auschwitz. Metzler, Stuttgart 2007, ISBN 978-3-476-02240-0, S. 75–84

### Belletristik
- Lars Gustafsson: Die Sache mit dem Hund. Roman. Deutsch von Verena Reichel, DTV, München 1994.[3]
- Wolfram Fleischhauer: Der gestohlene Abend. Roman. Piper, München 2008.